# Edmond Jean Baptiste Brocheton
Pour les articles homonymes, voir Brocheton.
Edmond Jean Baptiste Brocheton, né le 3 septembre 1881 à Valenciennes et mort dans la même commune le 17 juin 1955, est un sculpteur français.

## Biographie
Jules Henri Brocheton Brocheton naît à Valenciennes le 3 septembre 1881, son père est le sculpteur Edmond Louis Brocheton, né le 16 novembre 1848 à Valenciennes et sa mère est Marie Duhuin, vingt-huit ans, également née dans cette commune. Son oncle paternel est le sculpteur Jules Henri Brocheton. Edmond Jean Baptiste perd son père alors qu'il n'est âgé que de sept ans.
Edmond Jean Baptiste se marie avec Émilie Julienne Dive à Valenciennes le 10 mars 1908, son épouse est née à Seraing en Belgique le 3 novembre 1879. Parmi les témoins figure son oncle. Edmond Jean Baptiste habite une maison située 51 rue de l'Abbé Delbecque à Valenciennes.
On lui doit la façade du théâtre d'Anzin (de) ainsi que celle de la maison des Fables de la Fontaine, sise rue de Lille à Valenciennes.
Edmond Jean Baptiste meurt à Valenciennes le 17 juin 1955. Il est inhumé au cimetière Saint-Roch de Valenciennes, division I2, 3e allée droite, emplacement 76, avec son oncle.

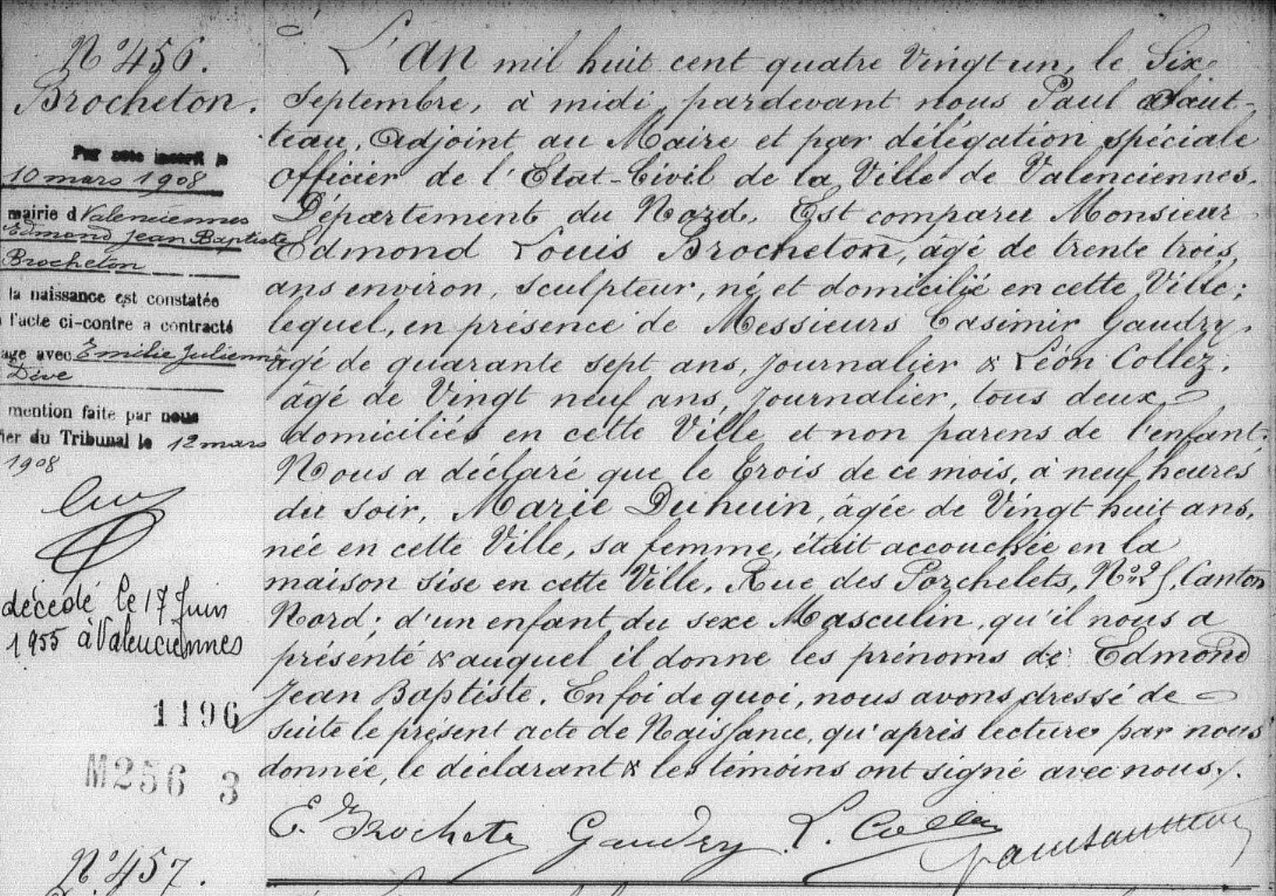
Son acte de naissance.
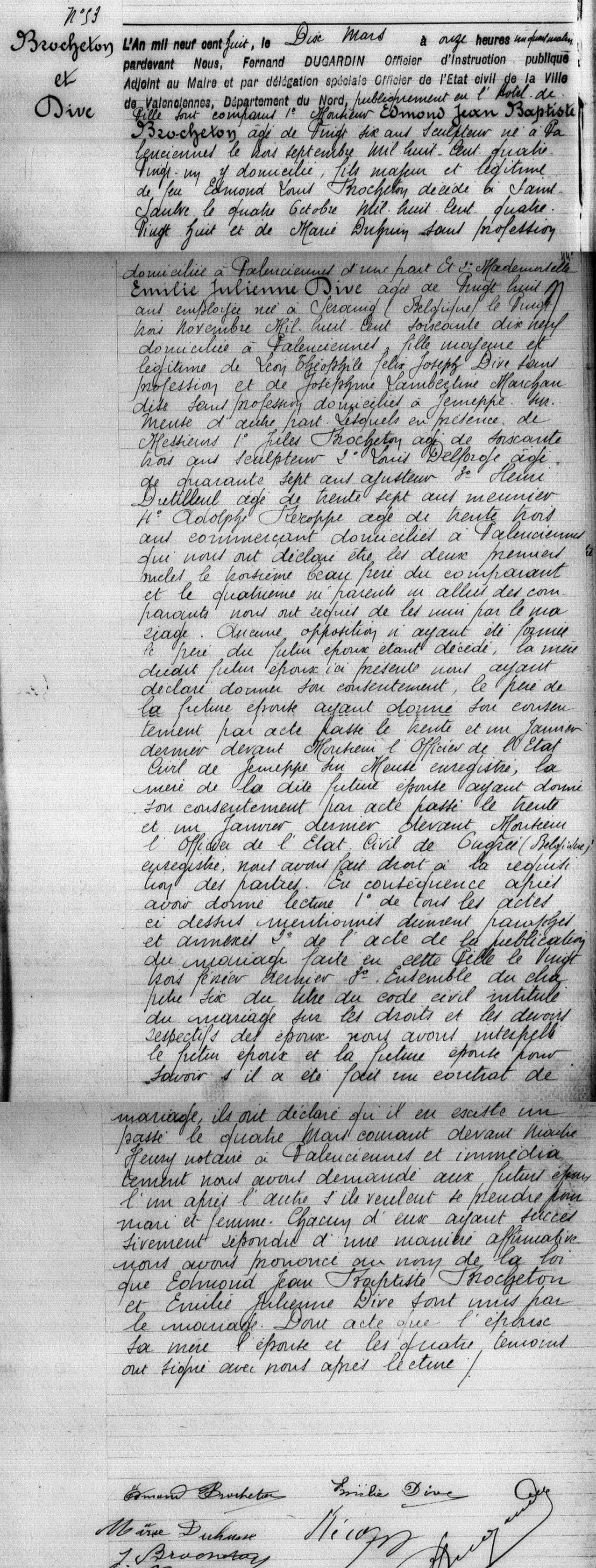
Son acte de mariage.
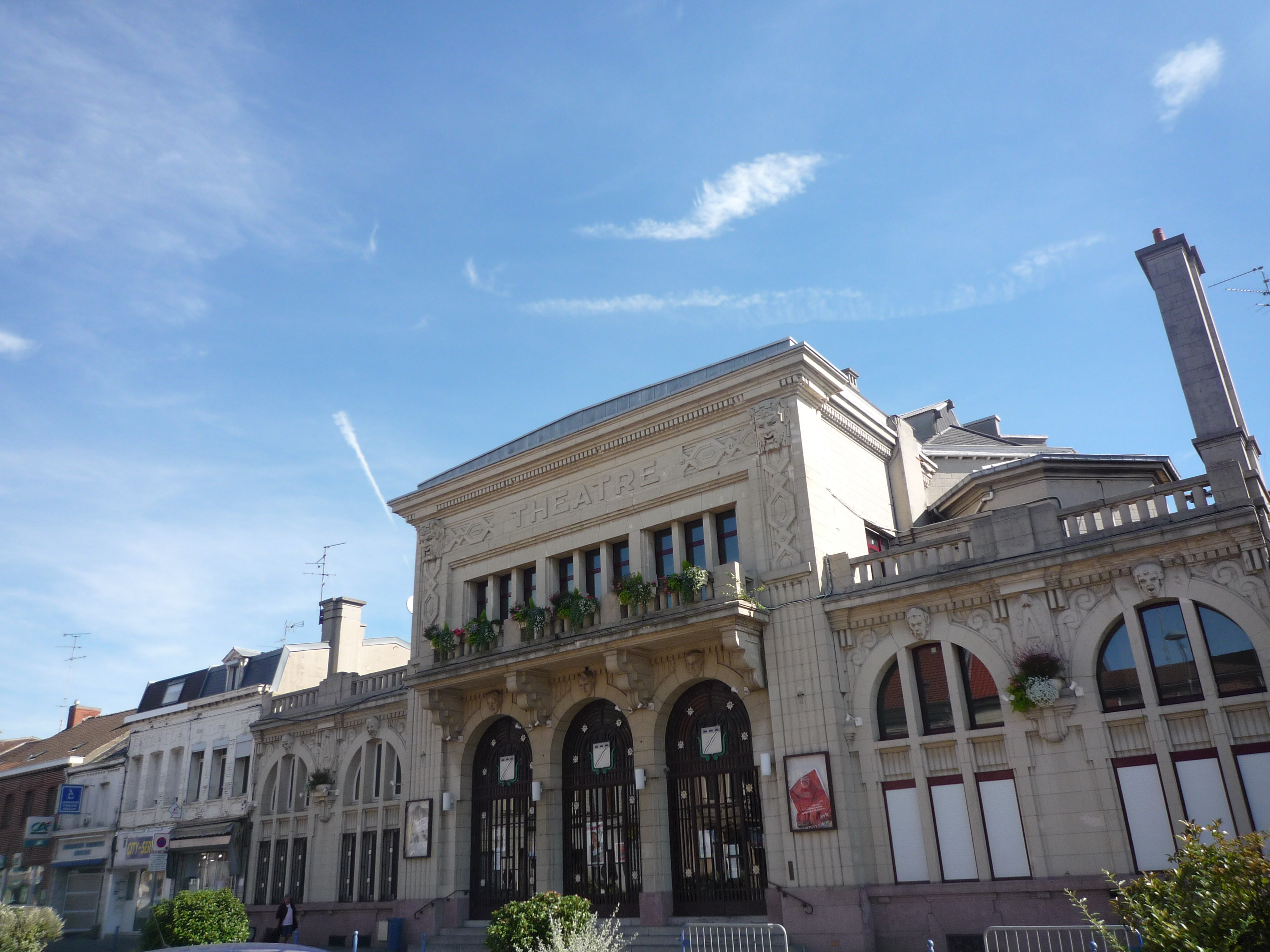
Le théâtre d'Anzin en août 2010.